# Zaštita od strujnog udara
Oštećena izolacija ili pogrešan priključak, mogu dovesti fazni napon na metalne dijelove uređaja. Doticanje predmeta pod gradskim naponom, može biti po život opasno. U kućanskim uređajima i strojevima, zbog toga metalni dijelovi kao što su kućišta, kutije, šasije i sl. moraju biti spojeni na uzemljenje, da bi sigurno bili na nultom potencijalu, odnosno bez napona prema zemlji. Uz to, instalacija se osigurava osiguračima, koji prekidaju strujni krug u slučaju nedopuštene jakosti struje, koja je obavezni pratilac kratkog spoja, tj. direktnog kontakta između faznog i nul-vodiča ili faznog i zaštitnog vodiča. 
Time se uklanja opasnost od strujnog udara zbog doticanja metalnih dijelova uređaja. Tehničkim propisima o projektiranju i izvedbi strojeva i električnih instalacija propisano je, da svi uređaji koji koriste gradsku mrežu moraju biti uzemljeni.  Za uzemljenje se u pravilu koristi posebna žica u elektro-instalacijama, koja je uvijek obojena žuto-zelenom bojom, a zove se zaštitni vodič. Na zidnim utičnicama s priključkom na zaštitni vodič, kontakti za uzemljenje (tzv. zaštitni kontakti) nalaze se po strani s obje strane utičnice. Takva utičnica zove se šuko utičnica, a uz nju se koristi odgovarajući šuko utikač. 
Uređaji koji imaju dostupne metalne dijelove, moraju se na gradsku mrežu priključivati putem šuko utičnica i šuko utikača. Kabeli između šuko utikača i uređaja moraju biti trožilni, odnosno trebaju imati tri voda, od kojih onaj sa žuto-zelenom izolacijom mora biti priključena na metalne dijelove uređaja s jedne, a na zaštitne kontakte šuko utikača s druge strane. Jedino uređaji koji nemaju ni jedan vidljivi metalni dio (tj. koji se štite potpunom izolacijom), smiju biti priključeni dvožilnim kabelom putem običnih utičnica i utikača bez zaštitnih kontakata.
Opasnost od strujnog udara osobito je velika u vlažnim prostorima, jer vlaga jako povećava vodljivost, odnosno smanjuje električni otpor. Dodir s faznim vodičem ili predmetom pod naponom bit će smrtonosan ako smo u vodi (npr. u kupaonskoj kadi), a vrlo je opasan i ako dotičemo neki uzemljeni ili veliki metalni predmet, ili vodovodnu instalaciju koja najčešće predstavlja metalni spoj sa zemljom. Zato je u takvim prilikama posebno opasno koristiti električne aparate.
Na kraju, zabranjeno je vodovod koristiti umjesto uzemljenja, jer spojevi cijevi mogu imati veliki otpor, pa takvo kvazi-uzemljenje također može biti po život opasno.
Prolaskom struje kroz bilo koji otpornik ili vodič, na tom otporniku (ili vodiču) nastaje pad napona jednak umnošku jakosti struje i otpora među krajevima otpornika ili vodiča.
Sukladno tome, pad napona se događa i u svim vodovima gradske električne mreže. Da bi trošila dobila propisanih 220 V i u vrijeme jačeg opterećenja mreže, vodovi moraju biti dovoljno debeli, da se smanji njihov otpor, a time i pad napona, kako bi se razlike napona u neopterećenoj i opterećenoj mreži zadržale u granicama dopuštenih odstupanja. To je također razlog što električne instalacije trebaju projektirati stručnjaci, kako bi ispravno odredili potrebne debljine vodiča za svaku instalaciju.
Nadalje, pad napona nastaje i na zaštitnom vodiču, ako bi kroz njega prolazila struja. Na dugom i tankom ili slabo spojenom zaštitnom vodiču, mogao bi zato nastati i opasan dodirni napon ako bi fazni napon probio na metalne dijelove (tzv. masu). Zbog toga zaštitni vodič treba biti dovoljne debljine, ne smije se voditi preko prekidača, a ako ima spojeva, oni moraju biti dobro izvedeni i čvrsto stegnuti. Zaštitni vodič ne smije biti tanji od ostalih vodiča instalacije.
U kućnim instalacija umjesto posebnog zaštitnog vodiča ponekad se primjenjuje tzv. nulovanje, tj. priključenje nul-vodiča i na zaštitne kontakte šuko-utičnica.
U trofaznim električnim mrežama uz tri fazna vodiča instalacija sadrži poseban nul-vodič i poseban zaštitni vodič. Stoga priključni kabeli trofaznih električnih uređaja trebaju imati pet vodova, a priključak se izvodi trajnim priključkom ili trofaznom šuko utičnicom i takvim šuko-utikačem. Takve utičnice i utikači uz fazne priključke sadrže pomoćne kontakte na koje se priključuje nul-vodič i zaštitne kontakte na koje se priključuje žuto-zeleni zaštitni vodič. 

## Postupak u slučaju strujnog udara
Električni udar kroz tijelo izaziva nekontrolirano grčenje ili snažno pružanje mišića, pa se može dogoditi da čovjek pod jačim električnim udarom:
zgrči šaku kojom drži vodič i ne može ga pustiti
zbog grčenja mišića prsnog koša može ispuštati neartikulirane zvukove
zbog naglog aktiviranja mišića može odskočiti i pasti ili pasti s visine
pri smjeru struje preko prsiju može prestati rad srca
kod dodira visokog napona dobiva strašne opekotine a rijetko i preživi
U slučaju nesreće postupak je sljedeći:

### Kod unesrećenja visokim naponom (dalekovodi, trafo-stanice i sl)
- Ne prilazi mjestu događaja, ne dotiči unesrećenoga i ne uklanjaj vodič ako visoki napon nije isključen, jer ćeš i sam stradati ! Malo je vjerojatno da je unesrećeni živ ako ne pokazuje znakove života
- Djeca trebaju zvati odrasle, ili hitnu pomoć 112 ili vatrogasnu službu 193 i ne smiju poduzimati nikakve druge intervencije.
- Na otvorenom ili mokrom ne prilazi ni blizu mjesta nesreće, jer zemlja i na nekoliko metara udaljenosti može biti pod naponom koji može ubiti (utjecaj tzv. "napona koraka").
- smjesta traži isključenje visokog napona (može i putem hitne linije 112 ili vatrogasne službe 193) i zovi hitnu pomoć (194). Stručne osobe mogu same na siguran način isključiti napon (visokonaponskom sklopkom i sl.)
- Do dolaska hitne službe pazi da ni drugi ne prilaze opasnom području.

### Kod strujnog udara gradskim naponom
Razlikujemo gradski napon od 230 V i 400 V koji se susreće u trofaznoj instalaciji. Naravno, opasniji je napon od 400 V (to je napon među faznim vodičima trofaznog sustava). Kod spašavanja važno je imati suhe noge i ruke.
1. Ne prilazi unesrećenom ako još drži ili dotiče vod pod naponom, ili ako nisi siguran da nije u kontaktu s predmetima ili žicom pod naponom (možda leži na žici). Djeca trebaju zvati odrasle i biti vrlo oprezna u sljedećim postupcima ako nema odraslih u blizini.
2. Na siguran način isključi napon (prekidačem, isključenjem sklopke, vađenjem osigurača) a u najgorem slučaju presijecanjem kabela koji dotiče unesrećenoga npr. sjekirom, lopatom i sl. na suhoj drvenoj drški, koju omotaj suhom krpom prije presijecanja. Na mjestu isključenja napona ostavi poruku "Ne uključuj - intervencija u tijeku"
3. Ako unesrećeni ne pokazuje znakove života, prvo pozovi pomoć (hitnu službu za spašavanje 112 ili vatrogasce 193 i hitnu liječničku pomoć 194)
4. Nakon isključenja napona prvo dodirni unesrećenoga ili predmete u kontaktu s njim vanjskom stranom šake (ako dođe do grčenja prstiju, šaka se neće zatvoriti oko predmeta pod naponom). Tek ako ne osjetiš nikakav napon nastavi s 5.
5. Odmah početi s oživljavanjem (masaža srca i upuhavanje zraka "usta na usta") dok ne stigne stručna pomoć ili dok unesrećeni ne dođe k svijesti.